# Clinocera colombiana
Clinocera colombiana är en tvåvingeart som beskrevs av Sinclair 2008. Clinocera colombiana ingår i släktet Clinocera och familjen dansflugor.
Artens utbredningsområde är Colombia. Inga underarter finns listade i Catalogue of Life.